# Den franske retskrivning af 1990
Den franske retskrivning af 1990 er en retskrivningsreform af fransk.
Det var den franske statsminister Michel Rocard som foreslog reformen til Conseil supérieur de la langue française, som havde fire hovedfokus: bindestreg, flertalsformen af sammensatte ord, cirkumfleks og participium (samt en del andre uregelmæssigheder). Denne reform er en af de mindre retskrivningsreformer fransk har haft; man regner med at omkring 2.000 af 60.000 ord i L'Académie françaises ordbog har ændret stavemåde, sammenlignet med et af fire ord for retskrivningen af 1740.
I modsætning til andre reformer, var reformen af 1990 fremsynet: Frem for at fokusere på retskrivning af ord som allerede eksisterede, søgte den at lave principper for retskrivningen af nye ord, i forventning om at den teknologisk udvikling ville føre flere ord ind i det franske sprog.
De ændringer til fransk retskrivning som blev foreslået af le Conseil supérieur de la langue française, blev godt modtaget af Académie française, og de tilsvarende organisationer i Québec (Conseil de la langue française du Québec) og Belgien (Conseil de la langue de la Communauté française de Belgique).
Retskrivningsreformen blev publiceret i Journal Officiel.
I modsætning til andre retskrivningsreformer, valgte man ikke at gøre retskrivningen af 1990 obligatorisk; sandsynligvis er dette grunden til at de vedtagne ændringer ikke er slået igennem og det store flertal af brugere af det franske sprog har valgt at fortsætte med at bruge tidligere retskrivning.

## Ændringer i henhold til reformen
- Bindestreg falder bort i en stor del af de sammensatte ord, som porte-monnaie (tegnebog) som er blevet ændret til portemonnaie.
- Flertalsformen af sammensatte ord, som ikke er sat sammen af et adjektiv og et substantiv, men af en verbeform og et substantiv, får flertalsform som for normale substantiver. F.eks. pèse-lettre (brevvægt) har fået flertalsformen pèse-lettres; tidligere var pèse-lettres både ental- og flertalsform.
- Cirkumfleks er ikke længere obligatorisk over bogstaverne i og u, ordene dîner (middag) og août (august), kan nu skrives diner og aout. Undtagelsen er for verbeformene passé simple og subjonctif hvor cirkumfleksen beholdes, samt bøjningen af verbet croître (vokse/gro) sådan at det ikke forveksles med verbet croire (tro). Cirkumfleks beholdes også der hvor den er det eneste der adskiller to ellers identiske ord fra hinanden, som sur (på) og sûr (sikker); bemærk dog at sûr mister cirkumfleksen når det bøjes: sure, surs og sures.
- Participium af verbet se laisser bøjes ikke længere i henhold til subjektet, hvis det efterfølges af et verbum i infinitiv: elle s'est laissé mourir (hun lod sig dø).
- Uregelmæssigheder:
  - Fremmedord får flertalsform som almindelige franske ord, dvs. at det engelske lady, på fransk, har flertalsformen ladys og ikke den engelske flertalsform ladies.
  - Ord som har samme ophav, men uregelmæssig stavning får ændret stavning, f.eks. erstattes douceâtre af douçâtre (sødlig) (cedille bruges i stedet for et stumt e for at vise at c-et skal udtales /s/), boursoufler bliver til boursouffler (få til at svulme) for at vise forbindelsen til verbet souffler (blæse op).